# Mississauga—Brampton-Sud
Pour les articles homonymes, voir Brampton.
Circonscription électorale fédérale du Canada
Mississauga—Brampton-Sud est une ancienne circonscription électorale fédérale et provinciale de l'Ontario.

## Circonscription fédérale
La circonscription était située dans la région du grand Toronto, plus précisément dans une partie de la ville de Mississauga et de la ville de Brampton. 
Les circonscriptions limitrophes étaient Bramalea—Gore—Malton, Brampton—Springdale, Brampton-Ouest, Etobicoke-Centre, Mississauga-Est—Cooksville, Mississauga—Erindale et Mississauga—Streetsville. 

### Résultats électoraux
|       | Candidat                         | Parti              | # de voix | % des voix |
|       | Eve Adams                        | Conservateur       | +23 632,  | 44,72 %    |
|       | (x) Navdeep Bains                | Libéral            | +18 579,  | 35,16 %    |
|       | Jim Glavan                       | NPD                | +09 465,  | 17,91 %    |
|       | Benjamin Jonathon Ullysses Stone | Vert               | +01 044,  | 1,98 %     |
|       | Tim Sullivan                     | Marxiste-léniniste | +00127,   | 0,24 %     |
| Total | Total                            | Total              | 52 847    | 100 %      |

|       | Candidat          | Parti              | # de voix | % des voix |
|       | Salma Ataullahjan | Conservateur       | +14 664,  | 32,96 %    |
|       | (x) Navdeep Bains | Libéral            | +21 220,  | 47,69 %    |
|       | Karan Pandher     | NPD                | +05 268,  | 11,84 %    |
|       | Grace Yogaretnam  | Vert               | +02 947,  | 6,62 %     |
|       | Tim Sullivan      | Marxiste-léniniste | +00395,   | 0,89 %     |
| Total | Total             | Total              | 44 494    | 100 %      |

### Historique
La circonscription de Mississauga—Brampton-Sud a été créée en 2003 avec des parties de Bramalea—Gore—Malton—Springdale, Brampton-Ouest—Mississauga, Mississauga-Centre et Mississauga-Est. Dissoute lors du redécoupage de 2015, la circonscription fut redistribuée parmi Mississauga—Malton, Mississauga—Streetsville, Mississauga-Est—Cooksville,
Mississauga-Centre, Brampton-Sud et Brampton-Centre.
| Législature | Années    | Député | Député        | Parti        |
| --- | --------- | ------ | ------------- | ------------ |
| Mississauga—Brampton-Sud issue de Bramalea—Gore—Malton—Springdale, Brampton-Ouest—Mississauga, Mississauga-Centre et Mississauga-Est |           |        |               |              |
| 38e | 2004–2006 |        | Navdeep Bains | Libéral      |
| 39e | 2006–2008 |        | Navdeep Bains | Libéral      |
| 40e | 2008–2011 |        | Navdeep Bains | Libéral      |
| 41e | 2011–2015 |        | Eve Adams     | Conservateur |
| 41e | 2015–2015 |        | Eve Adams     | Libéral      |
| Redistribuée parmi Mississauga—Malton, Mississauga—Streetsville, Mississauga-Est—Cooksville                                          |           |        |               |              |

## Circonscription provinciale
Depuis les élections provinciales ontariennes du 4 octobre 2007, l'ensemble des circonscriptions provinciales et des circonscriptions fédérales sont identiques.
1. ↑  Élections Canada.